# كان فيريس
كان فيريس (بالإنجليزية: Kane Ferris)‏ هو لاعب دوري الرغبي نيوزيلندي، ولد في 1984 في كرايستشرش في نيوزيلندا.